# 南九州バスネットワーク

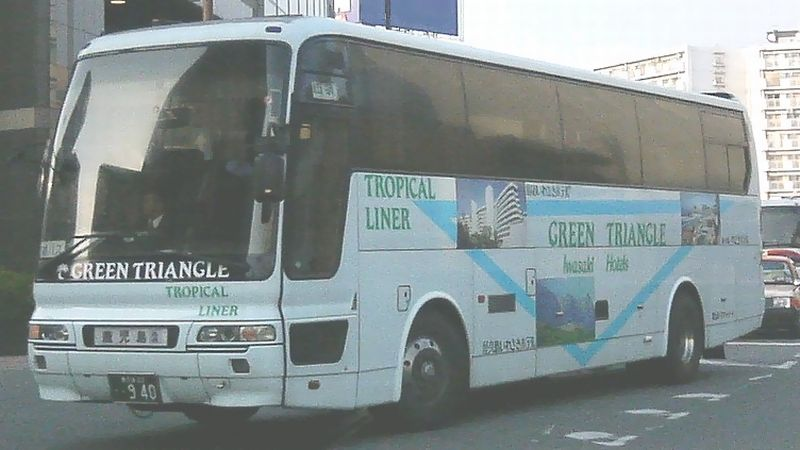
夜行高速バス仕様車（桜島号）

南九州バスネットワーク（みなみきゅうしゅうバスネットワーク）は、鹿児島県に存在していたバス事業者である。本社は鹿児島県鹿児島市山下町9番5号に置いていた。
いわさきコーポレーション（2001年4月1日にいわさきグループ各社が合併して出来た会社）の産業再生法の適用に伴う会社再編（バス部門の地域密着型分社への移行）に伴って、いわさきコーポレーションの高速バス・貸切バス部門（旅客案内上は鹿児島交通）と鹿児島空港へのリムジンバス部門（旅客案内上は鹿児島空港リムジン）が分社化して2004年4月1日に発足した。
なお、同社は2006年8月をもって会社を解散した。

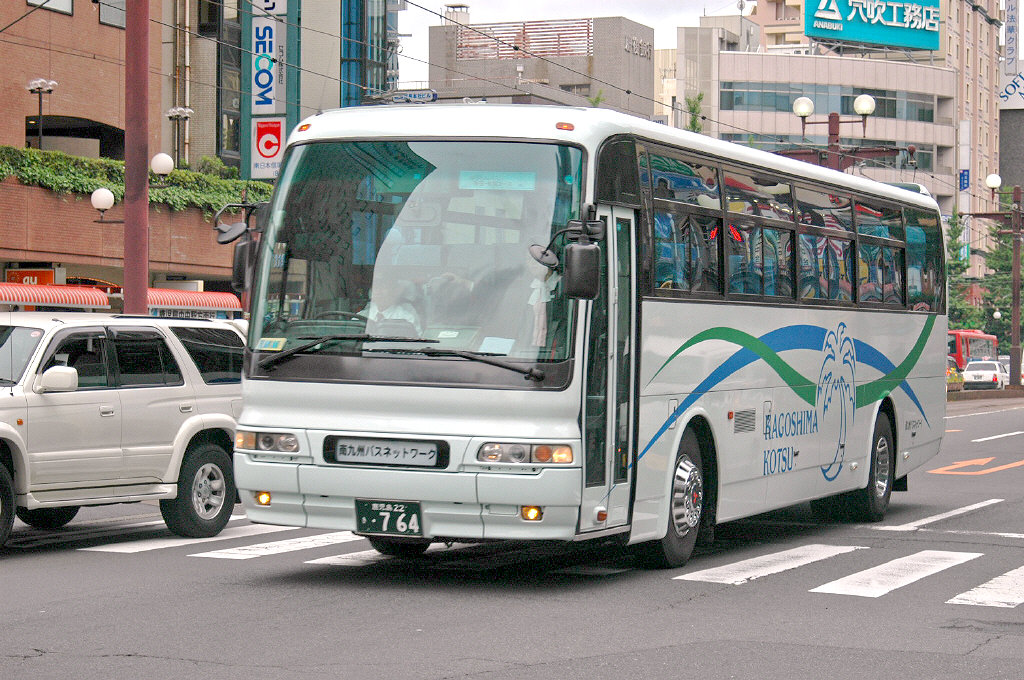
貸切車

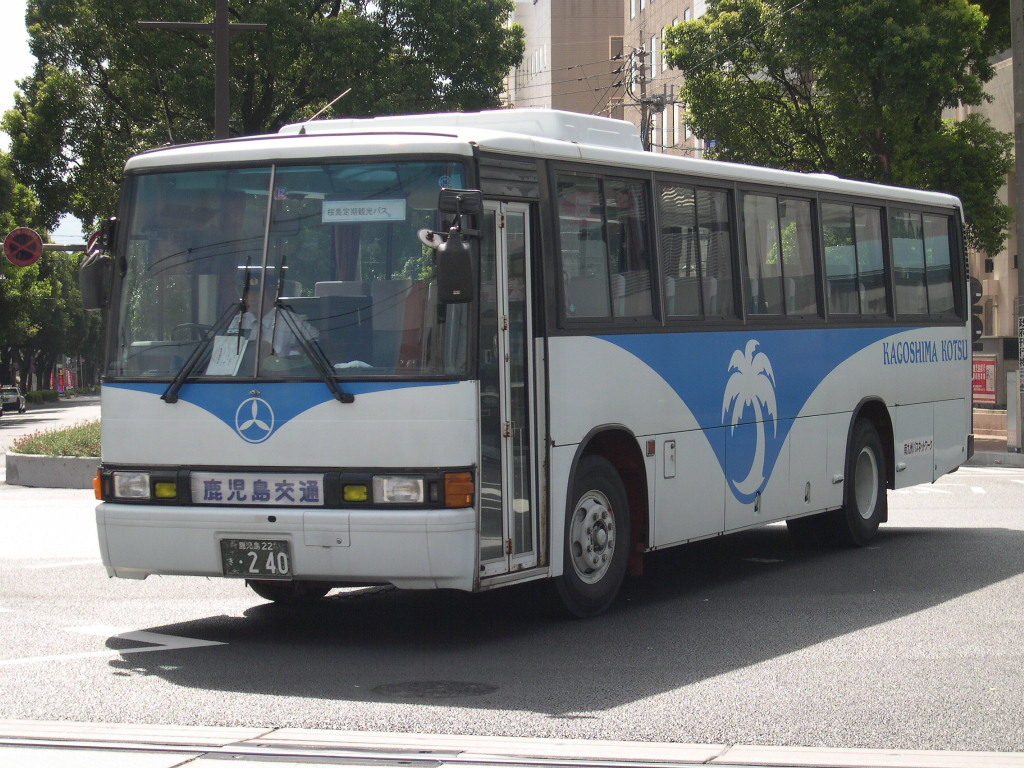
桜島定期観光バス

都市間高速バスと空港リムジンバスは林田バス（現・いわさきバスネットワーク）が引継ぎ、貸切バスとスクールバスは鹿児島交通と鹿児島交通観光バスが引き継いだ。

## 路線

### 高速バス

#### トロピカルライナー
- 鹿児島～大分線(2006年7月31日をもって撤退)
  - 共同運行会社：大分バス（大分バスの愛称は「トロピカル号」）
- 鹿児島～大阪線(2006年8月31日をもって撤退)
  - 鹿児島（いづろ・鹿児島中央駅・天文館）・鹿児島空港南～大阪（梅田・なんば・あべの橋）
  - 共同運行会社：近鉄バス（近鉄バスの愛称は「トロピカル号」）
- 鹿児島・熊本～神戸・尼崎線(2006年8月31日をもって撤退　路線自体は2010年11月30日をもって休止)
  - 鹿児島（いづろ・鹿児島中央駅・天文館）・鹿児島空港南・人吉IC・八代IC・熊本（熊本交通センター・熊本県庁前・松の本・武蔵ヶ丘・植木IC）～神戸三ノ宮・阪神甲子園駅・阪神尼崎駅
  - 共同運行会社：九州産交バス（九州産交バスの愛称は「トワイライト神戸号」）
  - 神戸側の予約・発券業務は阪神電気鉄道が担当。

#### 桜島号
- 鹿児島（いづろ）～福岡（西鉄天神高速バスターミナル・博多バスターミナル）
- 共同運行会社：南国交通・林田バス（現・いわさきバスネットワーク）・西日本鉄道（現・西鉄高速バス（管理委託））・JR九州バス
（当社分の運用は2006年9月1日から林田バスが担当していたが、のちに鹿児島交通観光バス担当分として運行している。）

### 鹿児島空港リムジン
- もともと鹿児島交通と林田産業交通（現・いわさきバスネットワーク）が共同で出資して設立された、地方空港では異例の空港アクセス専門のバス事業者である。
(当社分の運用は2006年9月1日から林田バスが運行される。)
- 南国交通と共同運行される。

1. 鹿児島空港～薩摩吉田IC～吉野～金生町～天文館～鹿児島中央駅～鴨池港
2. 鹿児島空港～鹿児島北IC～伊敷～金生町～天文館～鹿児島中央駅～鴨池港
3. 鹿児島空港～鹿児島IC～鹿児島中央駅～天文館
4. 鹿児島空港～皇徳寺ニュータウン～谷山電停前

## 関連会社
いわさきグループ各社

### バス事業者
- 鹿児島交通
- 鹿児島交通観光バス
- 大隅交通ネットワーク
- 三州自動車
- 林田バス（現：いわさきバスネットワーク）
- 種子島・屋久島交通
- 奄美交通

### 船舶事業者
- 鹿児島商船